# Eugenio Beltrami
Eugenio Beltrami, född 16 november 1835 i Cremona, död 4 juni 1899 i Rom, var en italiensk matematiker. Beltrami var framstående på en rad olika områden: inom icke-euklidisk geometri såväl som differentialekvation, elektricitet, fluidmekanik och magnetism.
Han föddes i Lombardiet i nuvarande Italien, då en provins i det Österrikiska kejsardömet. Beltrami inledde 1853 studier i matematik vid universitetet i Pavia. Dock tvingades han till avbrott i studierna 1856 av ekonomiska skäl. Han arbetade därefter en tid som järnvägsingenjör. Beltrami utsågs till professor vid universitetet i Bologna 1862, samma år som han lade fram sin första avhandling. Senare kom Beltrami att undervisa vid universiteten i Pisa, Pavia och från 1891 i Rom. Han tilldelades matematikpriset från Accademia dei XL 1875.

## Eftermäle
Asteroiden 15620 Beltrami är uppkallad efter honom.